# سیارک ۵۵۳۶
سیارک ۵۵۳۶ (به انگلیسی: 5536 Honeycutt، نامگذاری:1955QN) پنج هزار و پانصد و سی و ششمین سیارک کشف شده‌است که در ۲۳ اوت ۱۹۵۵ کشف شد.